# Leo Nanayakkara
Leo Nanayakkara OSB (* 26. November 1917 in Polgahawela; † 28. Mai 1982 in Kandy) war ein sri-lankischer römisch-katholischer Ordensgeistlicher und Bischof von Badulla.

## Leben
Leo Nanayakkara trat 1941 der Ordensgemeinschaft der Benediktiner bei und legte am 23. Dezember 1942 die Profess ab. Er studierte Philosophie und Katholische Theologie am päpstlichen Priesterseminar in Kandy. Am 10. Februar 1950 empfing er das Sakrament der Priesterweihe. Anschließend wirkte er als Lehrer am St. Anthony’s College in Katugastota.
Am 2. Juli 1959 ernannte ihn Papst Johannes XXIII. zum Bischof von Kandy. Der emeritierte Bischof von Kandy, Bernardo Regno OSB, spendete ihm am 3. Oktober desselben Jahres im St. Anthony’s College in Katugastota die Bischofsweihe; Mitkonsekratoren waren der Bischof von Trincomalee, Ignatius Philip Trigueros Glennie SJ, und der Bischof von Jaffna, Jerome Emilianus Pillai OMI. Leo Nanayakkara nahm an allen vier Sitzungsperioden des Zweiten Vatikanischen Konzils teil. 1972 gründete er gemeinsam mit Paul Caspersz SJ die Satyodaya Voluntary Development Organization.
Papst Paul VI. bestellte ihn am 18. Dezember 1972 zum ersten Bischof von Badulla. Die Amtseinführung erfolgte am 24. Februar 1973. In der Sri-lankischen Bischofskonferenz fungierte Nanayakkara zudem als Vorsitzender der Kommissionen für Gerechtigkeit und Frieden sowie für menschliche Entwicklung. Außerdem leitete er das Social & Economic Development Centre (SEDEC).
Nanayakkara starb im Mai 1982 in Kandy und wurde in der Kathedrale St. Mary in Badulla beigesetzt.